# Alfred Berengena
Alfred Berengena es un batería catalán conocido por su versátil forma de tocar y sus libros de batería EXPRESIÓN (2020) Doble Bombo Avanzado (Carisch 2011) y Essential Double Bass drumming (Dinsic 2005)

## Biografía
Alfred comenzó a tocar la batería a una edad muy temprana, subió a los escenarios a los 13 años con su primera banda llamada Kalumnia (Hardcore-Punk). A los 15 años tocó con Terratrèmol (Rock Català) y poco más tarde fue decantándose hacia estilos más técnicos relacionados con el Metal Extremo. 
Su formación empezó siendo autodidacta sobre todo en la batería extrema, pero consiguió pasar una prueba de nivel y entrar al Conservatorio Superior de Jazz y Música Moderna de Perpiñán CNR (Francia) donde se licenció obteniendo el Grado Superior de Jazz y Música Moderna con Medalla de Oro y la especialización de batería en el año 2007. Se le conoce también por su labor pedagógica impartiendo clases de batería tanto a nivel nacional como internacional y dando clínicas de batería. Estudió en la prestigiosa Universidad de Berklee College Of Musics de Boston Massachusetts el Production Summer program en 2018. Producción y técnicas de grabación en los estudios 44.1 estudi de gravació con Toni Paris, Producción musical en entornos domésticos en la AIE de Barcelona con Mark Janipka y Jusu Garcia y ha grabado y producido gran parte de sus discos en sus estudios de grabación  (Your Sound Recording Studios) de Girona.
Alfred era el batería de la banda Soziedad Alkoholika con quien ha grabado el álbum "Sistema Antisocial" grabando las baterías en Your Sound Recording Studio.  Sistema Antisocial fue mezclado por Tue Madsen en los Antfarm Studios de Dinamarca y editado por el sello discográfico Maldito Records, salió a la venta el 3 de marzo de 2017. También grabó el siguiente álbum “En Bruto XIX” el cual se grabó en directo en el festival Leyendas del Rock. 
Ha colaborado con artistas de otros géneros como el Rapero Kase O en la versión interpretada por SOZIEDAD ALKOHOLIKA “Esto no Para” entre otros artistas más.
En la actualidad se encuentra trabajando en su escuela de batería online ofreciendo un amplio contenido didáctico en todos los niveles para aprender a tocar la batería, basado en cursos pregrabados los cuales gestiona cada alumno en su propio horario. 
Trabaja con otras bandas de metal extremo ya sea tocando las baterías de sus discos o también haciendo labores de productor e ingeniero de sonido, mezcla y mastering.
Su último libro titulado “EXPRESIÓN” fue publicado en 2020,  anteriormente Berengena había publicado “ESSENTIAL DOUBLE BASS DRUMMING” en 2005 con una gran repercusión internacional el cual llegó a presentar en el DRUM TECH de London UK. 
Su siguiente publicación fue ”ADVANCED DOUBLE BASS DRUMMING” en 2011 y contó con el respaldo de grandes baterías internacionales como: Marco Minnemann, Derek Roddy, entre otros. 
El libro EXPRESIÓN fue su primer método que no trata sobre la técnica del doble bombo sino de técnicas de control de rango dinámico y expresivo a nivel básico/intermedio llegando a un amplio abanico de público muy diverso. EXPRESIÓN logró agotar su primera edición en tan solo un año después de su publicación, y destacó por qué todas sus lecciones podían ser visualizadas en vídeo escaneando códigos QR..
Berengena destaca por su avance tecnológico en Your Sound Recording Studio, donde, desde 2016, ofrece la posibilidad de mezcla y masterting online con un sistema pionero que permite seguir en vivo el proceso de mezcla a los diferentes integrantes de la banda desde lugares distintos del planeta simultáneamente.
Un ejemplo de ello fue la producción del tema “On The Edge Of Consciousness” que se grabó para el recopilatorio Metal Against Coronavirus durante el primer confinamiento por el Covid 19 con integrantes de FOSCOR, SURVIVAL IS SUICIDE O la mítica banda norteamericana TERRORIZER.  Alfred grabó Remotamente las voces de Sam Molina, actual vocalista de la banda TERRORIZER Estando Sam en Florida (EE. UU.) y Alfred en el control de Your Sound Recording Studio (Girona), donde más tarde se mezcló y se masterizó con cada miembro siguiendo el proceso en vivo desde su domicilio en confinamiento.

## Técnica
Berengena posee una forma de tocar muy explosiva y rápida pero a su vez dinámica. Es capaz de tocar blast beats a gran velocidad y a su vez tocar otros estilos más relacionados con la fusión más dinámicos y con más groove. Destaca por sus redobles originales y dinámicos con una clara influencia de la fusión. Pose una técnica de dobles con los pies inaudita en los baterías de metal extremo y es uno de los pocos baterías a nivel mundial capaz de tocar blast beats poli-rítmicos en los que puede combinar figuras de seisillos con semicorcheas a la vez o tresillos con semicorcheas. Este tipo de blast beats los grabó por primera vez con Profundis Tenebrarum en el álbum Phatogenesis y también en el siguiente álbum Apokalipchrist donde además de grabar las baterías también se encargó de la producción mezcla y mastering.

## Equipo
Alfred es apoyado por las compañías que fabrican el equipo que utiliza.

DW Collector’s – Satin Oil (Natural finish)
- 2: Bass drum 22″x 18, X Shells
- 1: Snare DW Collector’s SUPER SOLID 14″x5,5″ (Afican Che Chen – Exotic finish)
- 1: Tom 10″ x 7 “, VLT System
- 1: Tom 12″ x 8 “, VLT System
- 1: Tom 16″ x 14″, VLT System
- 1: Tom 18″ x 16 “, VLT System

ZILDJIAN Cymbals
1. K custom Session HIHATS 14″
2. FX Alfred Berengena FLAT BELL 9,5″ (prototipe)
3. Oriental CHINA 18″
4. 2x K SPLASH 10″
5. A Custom Projection CRASH 19″
6. A Custom SPLASH 8″
7. A Custom Projection CRASH 18″
8. Oriental CHINA 16″
9. K Custom Ride 22″
10. A Custom CRASH 20 “

EVANS Drumheads

Bass drum: EQ3 & Emad resonant

Snare: Genera HD Dry or Hybrid & Hazy 300

Toms: EC2 Level 360 clear or G2 coated & G1 resonant Clear

AXIS Pedals: Alfred Berengena Signature Edition